# 罗曼·沃佳诺夫
罗曼·米哈伊洛维奇·沃佳诺夫（羅馬化：Roman Mikhaylovich Vodyanov；1982年11月25日—）是俄罗斯政治人物，第八届国家杜马代表。
2008年，沃佳诺夫创立并领导Uralbur公司。2013年至2014年，他担任德武列琴斯科耶农村定居点的代表。2014年至2016年，担任彼尔姆市区泽姆斯基议会代表。2016年至2021年，他当选彼尔姆边疆区立法议会议员。2020年，他被任命为彼尔姆边疆区代理行政长官德米特里·马霍宁的顾问。2021年9月起，他担任第八届国家杜马代表。